# Одлу юрд (журнал)
Одлу юрд (тур. Odlu Yurt) — журнал основан в Турецкой Республике. Это ежемесячный общественно-политический сборник, издаваемый в Стамбуле политической эмиграцией Азербайджана.
«Одлу юрд» — третий журнал, издаваемый азербайджанской эмигрантской прессой под руководством Расулзаде. Первый номер вышел в марте 1929 г., а последний — 31-й номер — в августе 1931 г.

## История
После российской оккупации в 1920 году борьба против оккупации в Азербайджане была продолжена за рубежом.. Целью азербайджанской политической эмиграции было, прежде всего, поддержать войну за независимость, управлять ею политически, дипломатически и тактически, а также укрепить идею независимости Азербайджана. По этой причине, по словам Расулзаде, историческая цель азербайджанской политической эмиграции развивалась в двух основных направлениях, таких как дипломатическая и интеллектуальная пропаганда. Азербайджанская интеллигенция в изгнании продолжала борьбу за независимость в интеллектуальном направлении. С этой целью M.A. 26 сентября 1923 года в Стамбуле под руководством Расулзаде вышел первый номер журнала «Ени Гафкасия» как издательского органа азербайджанского эмигрантского движения. Позже за ним последовали журналы «Азеритюрк», «Одлу юрд» и газета «Билдириш» с той же программой и издательской политикой.
В отличие от своих предшественников, «Одлу Юрд» стал первым журналом, полностью напечатанным на латинице. Первый номер журнала вышел 1 марта 1929 года, а последний номер датирован 5-6 августа 1931 года. На своих страницах «Одлу юрд» уделяла приоритетное внимание темам, связанным с Кавказом, исламским миром и международными проблемами, в дополнение к проблемам других народов, находящихся под российской оккупацией, особенно Азербайджана. Хотя первый выпуск состоял из 40 страниц, другие выпуски варьировались от 24 до 64 страниц.
На обложке журнала изображение 8-конечной сияющей звезды на карте Азербайджана. Главным редактором журнала был Мухаммад Амин Расулзаде, обладателем привилегии был А. Казымзаде, ответственным менеджером был Камал Бей.
«Одлу Юрд» — влиятельный журнал в Турции, Азербайджане и Иране с богатым штатом авторов и широкой корреспондентской сетью. Журнал освещает такие темы, как история борьбы за независимость Азербайджана, партия «Мусават», положение в Азербайджане, азербайджанские иммигранты и их деятельность, движение коллективизации в Азербайджане, азербайджанская нефть, цитаты из азербайджанской и российской прессы, новости Ирана, Туркменистан, Афганистан и Кавказ, книжные и газетные презентации, образовательная жизнь в Азербайджане.

## Цели и принципы журнала
В первом номере от 1 марта 1929 года в статье под названием «Чохремиз» назначение журнала разъясняется следующим образом
«Огненный дом»! если мы скажем, что эти два слова эквивалентны, например, турецкому слову «Азербайджан», то это будет наполовину понято. Мы говорим «половина на половину», потому что в настоящее время не один, а два Азербайджана. С «золотым Азербайджаном», играющим роль занавеса перед российским вторжением, национальным Азербайджаном, несущим в своем сердце неугасимый огонь свободы и независимости! «Огненная страна» издается как хранительница национальной азербайджанской идеи... В верхней части нашей газеты изображен знак, показывающий изобилие огней и огней Азербайджана, как старых, так и новых, в виде звезды, которая сияет свет во все стороны. Восьмиконечная звезда является национальной звездой Азербайджана. Эта звезда вместе с полумесяцем и синим, красным и зеленым цветами образуют национальный флаг Азербайджана. Государственный флаг Азербайджана – наше лицо!
... Независимость - один из самых острых вопросов, который волнует азербайджанских националистов...

Национальное государство - это образ, который должен иметь каждое независимое национальное правительство, а также сам по себе камень, этот образ, в наших глазах, - это время, которое люди видят с реальной потребностью, то есть время. Демократическое правительство, хотя и обеспечивает большую степень индивидуальной свободы, которая является основой государства, не может допустить, чтобы эта свобода превышала свои пределы до такой степени, что она ограничивала бы производительные силы в обществе.
Как можно понять из вышеизложенных предложений, журнал называет оккупацию Азербайджана Россией «красной оккупацией» и считает важным издавать газеты и журналы для усиления осведомленности в обществе против этой оккупации. Цель – обрести независимость и создать светлый Азербайджан. Написано, что возможна независимость, которая свергнет русских
Так что завтрашняя Россия не будет вчерашней Россией, и даже сегодняшняя Россия не вчерашняя Россия. 140 миллионов... Да, верно; но это ужасное число не неделимо. В фигуре, составляющей этот союз; Есть 30 миллионов украинцев, 13 миллионов туркистанцев и 12 миллионов кавказцев. Чисто русский элемент не достигает даже 80 миллионов. Когда изучаются национальные образования и движения в России и принимаются во внимание национальные тенденции, уже наблюдаемые у народов, рожденных в Европе в результате мировой войны, нет оснований говорить, что Россия не будет вовлечена в судьбу Австрийской и Османской империй в мировой истории.
Принципы того, что журнал называет «идеями, которым он служит», изложены в конце первой статьи первого номера журнала следующим образом:
1. «Одлу юрд» — националистическая, тюркская, популистская, радикальная, республиканская и независимая группа.
2. «Одлу юрд» отстаивает идеологию независимой Азербайджанской Народной Республики.
3. «Одлу юрд» знакомит турецкие народы друг с другом, особенно информирует своих читателей о движении за реформы в Турецкой Республике, единственном независимом и представителе восточного радикализма в тюркском мире.
4. «Одлу юрд» выступает за независимость и воссоединение Кавказа и с этой целью призывает кавказцев к борьбе против общего врага.
5. «Одлу юрд» будет способствовать работе по оправданию войны за независимость востока, особенно угнетенных и осужденных турецких народов, и поднятию национальной борьбы[4].

## Писательский персонал
Главный редактор журнала Мамед Эмин Расулзаде имеет 20 статей, написанных в журнале с подписями «М.Э.Расулзаде», «М.Амин» и «Азери». Мирза Бала Мамедзаде был основным автором после Расулзаде в журнале. Через письма, отправленные репортерами со всего мира в Стамбул, ложная информация, которую большевики отразили перед мировым сообществом, а главное, то, что они не отразили, была доведена до народа Азербайджана, тюркского мира и всего мира. в реальном выражении. В журнале появляются следующие подписи:
А.А., Алптекин, Ф.А., А.Б., Алаэддин Матин, Гюльтекин, А.Бат, Азери, Х.Х., Ахмед Джафароглу, Азер Байгара, Х.Х., Х.Хулки, А. Мир Гасым, Бир Тюрк, Хамдулла Субхи, А.Т., Джафар Садик, Камаль . Эфендизаде, Мустафа Чокайоглу, Й. Али, Мухаммад Амин Расулзаде, Н., 117 Ей Элиф, Мехмед Садик, Наки, Юсуфбейли Насиб-Мир, Неджати

## Темы освещаемые в журнале
Профессор Насиман Ягублу группирует статьи в журнале «Одлу юрд» следующим образом:: 1) Политические статьи; 2) статьи, связанные с наукой и литературой; 3) статьи, относящиеся к прессе и литературе; 4) раздел новостей; 5) Жертвы вторжения. Статьи историка Вафали Ансарова в журнале
- Политическая часть,
- Из жизни и прессы Азербайджана,
- Пресса и литература,
- Наука и литература
- Ситуация в Азербайджане
- Новости
- Из международной жизни

Основными авторами статей журнала по политическим вопросам являются М. Расулзаде и М.Б. Мамедзаде. М. Э. Расулзаде «Беда от учения» (207 б), «Политический против историка» (206), «По случаю Теммузского (июльского) события» (207 б), «Ни удобрения, ни навоза» (207 г) , «Кавказский союз» под лозунгом» (207 а) имеет большое значение.
Названия важнейших статей, относящихся к «политической» теме, были следующими: а) М.Б. Мамедзаде: «Китайско-российский конфликт» (207); б) А. Батталь: «Из интернациональной жизни» (207 г); Мирза Бала: «Судьба советов» (205); в) К. С. Ахмед: «Золотое вторжение» (207 б); в) А. Цовдат: «Святая рана Азербайджана» (207 б).
Раздел «Из жизни и прессы Азербайджана» в основном состоял из статей, написанных Мирзой Бала и Й.Али. Здесь публиковались новости о политической, экономической и общественной жизни Азербайджана, в том числе о происходящих в стране нововведениях.
Раздел «Пресса и литература» подготовлен писателем за подписью А. Т. Наиболее важными из статей раздела «Печать и литература» являются: а) «Ценный труд» (207 г); б) Без автора: «Х. Обращение бея Субхи» (205); в) Без автора: "Позиция грузинских социалистов" (207 г); г) Без автора: «Национальная борьба в Туркестане» (207 с).
Раздел «Новости» подготовил Джафар Садык. Здесь отражались новости об Азербайджане, Турции, Иране, Туркестане, Северном Кавказе, России и Украине.
В разделе «Наука и литература» можно найти статьи Мухаммеда Агаоглу и Ахмета Джафароглу. Под рубрикой «Наука и литература» опубликованы статьи: а) М.Б. Мамедзаде: «Заметки по истории Азербайджана» (205); б) М. Ш. Эфендизаде: «Память Сабира» (207 г); в) А. Джафароглу: «Азербайджано-российские отношения в истории» (207 г).[11]
В рубрике журнала «Жертвы нашествия» находятся следующие статьи: а) М. Эмин: «Юсифбейли Насиб бей» (207 б); б) азербайджанский: «Мехмет Багир бей» (207 б).
В рубрике «Международная жизнь» журнал предоставляет постоянную информацию о международных событиях и течениях, развивавшихся в то время, в целом, европейско-советских отношениях, Афганистане, Балканах, проблемах Лиги Наций, ирано-афганско-российских отношениях, Советско-китайский конфликт, египетско-палестинские события, турецко-греческая проблема, Франция, Германия, Италия, Испания и др. Предоставлена подробная информация о процессах, происходящих в странах Европы, Центральной Азии, проблемах Индии и Польши и других событиях международного значения.
«Одлу юрд» имел свое место и роль в борьбе за независимость Азербайджана:
Если идея независимости Азербайджана родилась от народа и является естественным и необходимым требованием жизни и характера народа, если народ не представляет вне его никакой жизни и счастья, если народ Азербайджан думает, что единственная жизнь и счастье находится под независимостью и его трехцветным флагом - тогда необходимо, чтобы народ настаивал на этой идее независимости, столь же важной, как вопрос жизни и смерти, проявлял упорство , умереть, но не изменить своей решимости.
В "Одлу юрд" статьи под рубриками "Кровавые процессы", "Сальянский штык", "Последствия коллективизации", "Причина арестов", "Соловки", "Убивают коммунистов", общее положение Азербайджана и правых жить самостоятельно и свободно в связи с советской оккупацией показана лишенность. В «Беспорядках в Гяндже» написано: «По предоставленным данным, в Гяндже произошли серьезные беспорядки. Во время беспорядков были сожжены Махудбасма и нефтеперерабатывающие заводы. В справке под названием «Восстание в Шеки и Закатале» написано: «Население Шеки и Загаталы взбунтовалось и убило коммунистов и ответственных советских чиновников».
Как и журналы «Ени Кавказия» и «Азери Тюрк», журнал «Одлу юрд» также продолжил традицию ежегодного празднования годовщины независимости Азербайджана.
Обложка 4-го номера от 28 мая 1929 года, в связи с 11-летием Азербайджанской Народной Республики, была напечатана с цветной фотографией.Почти в каждом номере журнала крестьянские восстания и партизанские движения против русской эксплуатации и режима в Азербайджане широко обсуждались.
В 14-м номере журнала от 27 апреля 1930 года Мирза Бала опубликовал ежедневный календарь русской эксплуатации со дня оккупации Азербайджана до апреля 1930 года под названием «Календарь вторжения». Под названием «Календарь независимости» в виде календаря печатался и День независимости Азербайджана, длившийся с марта 1917 года по апрель 1920 года.
27 апреля — черный день, который не изгладится из истории нашего народа. Это день, когда закончилась наша свобода и независимая жизнь, когда наш трехцветный флаг, являющийся символом национального существования и национальной свободы, был снят гордыми дикарями. Сегодня золотой враг празднует победу в Азербайджане, чьи флаги были приспущены, чьи земли замолчали, чья армия и интеллигенция уничтожены.
Кроме того, в последнем номере журнала опубликована статья «Кто правит в Азербайджане?». заглавная статья примечательна тем, что содержит статистические данные о политике и эксплуатации русификации после 1920 г. Важность и ценность статьи объясняет Мирза Бала; «Эта информация после 12 лет правления (...) является историческим документом, подтверждающим наше внимание и претензии, поскольку покажет, кто правит в Азербайджане и каково положение турок, кто является правдой».
Еще одним документом об эксплуатации колониальной России является статья «Основная цель оккупации». Основной целью российского вторжения является захват азербайджанской нефти, в статье сообщалось о разграблении различных ресурсов, таких как природный газ, шерсть, хлопок, шелк, рыба, соль, медь, порох и мед. Журнал писал об эксплуатации азербайджанской нефти Россией:
Здесь всего за семь лет (1920-1927) на бакинской нефти было заработано 150 миллионов манатов. На 25 миллионов манатов этих доходов закуплено за границей сырье для нефтяных нужд. Остальные 125 миллионов манатов пошли на счет России. Но что же получил азербайджанский народ в обмен на эту золотую нефть?»
Во втором номере журнала за два месяца до независимости Азербайджана, 31 марта 1918 года, в статье о резне, учиненной русскими и армянскими шовинистами в Баку, было написано:
«Это одиннадцатая годовщина зверств, совершенных в Баку Лениным и его Коммунистической партией, унаследовавшей русский царизм 11 лет назад, особенно Степаном Шаумяном, Аракяном, Лалаефом, Аракеляном и т. д. Чтобы понять и пережить величие декларации независимости 28-го числа, нельзя забывать трагедию 31 марта 1918 года».
Журнал, внимательно следящий за происходящим в Турции, опубликованный 6 августа, в статье под названием «Перед лицом большой катастрофы» выразил сожаление в связи с землетрясением, которое произошло вокруг Трабзона и вызвало большие разрушения. Кроме того, статья, опубликованная в 20-м номере журнала, поздравляет Турцию с победой 26-30 августа 1922 года. В продолжении статьи стремление Азербайджана однажды обрести независимость выражается следующим образом:
Идея Кавказского Союза (Конфедерации) – одна из наиболее часто упоминаемых тем на страницах «Одлу Юрд». О важности этого союза говорится в статье, опубликованной в № 8, где упоминается о необходимости этого союза: «Если Азербайджан будет включен, то одним из важнейших лозунгов политических идей, вдохновляющих освободительную борьбу кавказских народов, является Кавказский союз.
8 сентября 1929 года делегация бывшей Азербайджанской Народной Республики подала петицию в Лигу Наций. В письме-обращении под названием «Председателю Ассамблеи Лиги Наций» стоят подписи заместителя главы азербайджанской делегации Мир Ягуба и генерального секретаря Аббаса Атама Алибейли. В этой статье, полностью опубликованной в 8-м номере журнала, говорится:
Мы надеемся, что теоретическое внимание Лиги Наций будет направлено на этот уголок мира, а Али Меджлис окажет моральную поддержку защите азербайджанского народа и его законным аргументам.
Статья Ахмеда Джафароглу «Азербайджано-российские отношения в истории», опубликованная последовательно в 9, 10 и 11 номерах журнала «Наука и литература», является замечательной обзорной статьей с точки зрения исторического развития азербайджано-российских отношений. Подчеркивая, что азербайджано-российские политические отношения начались в 880 году на основании исторических документов, автор констатирует, что с этого времени русские присматривались к азербайджанским землям с целью эксплуатации и оккупации, организовывали экспедиции на азербайджанские земли. «По этой причине документы показывают, что походы в 909, 913, 943, 968 и других годах были ничем иным, как грабежом».
«Одлу юрд», последний политический журнал, издававшийся азербайджанскими эмигрантами в Турции под руководством Расулзаде перед Второй мировой войной, по обилию экономических статей и зарубежных новостей занимает особое место среди других эмигрантских журналов того времени.
Издание журнала было прекращено после 30-31 номеров в июле-августе 1931 года.